# عادل ابراهیم‌اف
عادل ابراهیم‌اف (روسی: Адиль Абукаевич Ибрагимов؛ زادهٔ ۲۳ آوریل ۱۹۸۹) بازیکن فوتبال اهل روسیه است.
از باشگاه‌هایی که در آن بازی کرده‌است می‌توان به باشگاه فوتبال خیمکی، باشگاه فوتبال سومقاییت، و باشگاه فوتبال اسکونتو اشاره کرد.